# گانتورپ، راتلند
گانتورپ (به انگلیسی: Gunthorpe) یک روستا، آبادی و محله مدنی در بریتانیا است که در راتلند واقع شده‌است. گانتورپ ۱۹ نفر جمعیت دارد.